# صاحب أباد (غلزار بردسير)
صاحب أباد (بالفارسية: صاحب‌آباد) هي قرية تقع في إيران في البلدة المركزية. يقدر عدد سكانها بـ 282 نسمة .